# Bill Forsyth
Bill Forsyth, född 1946, är en skotsk filmregissör. Hans filmer präglas av en ovanlig lätthet samt en underfundig humor, och många kritiker såg honom som en slags arvtagare till Ealingkomedierna.

## Filmografi (i urval)
- 1979 – Diskhofeber
- 1980 – Gregory's Girl
- 1983 – Local Hero – byns hjälte